# Kampesteinen
Der Kampesteinen (norwegisch für Felsbrocken, russisch Гора Бехтерева Gora Bechterewa) ist ein 2420 m hoher Nunatak im ostantarktischen Königin-Maud-Land. Im Gebirge Sør Rondane ragt er südöstlich der Isachsenfjella auf.
Wissenschaftler des Norwegischen Polarinstituts benannten ihn 1988 deskriptiv. Der Hintergrund der russischen Benennung ist nicht überliefert.